# Ściskacz do dłoni

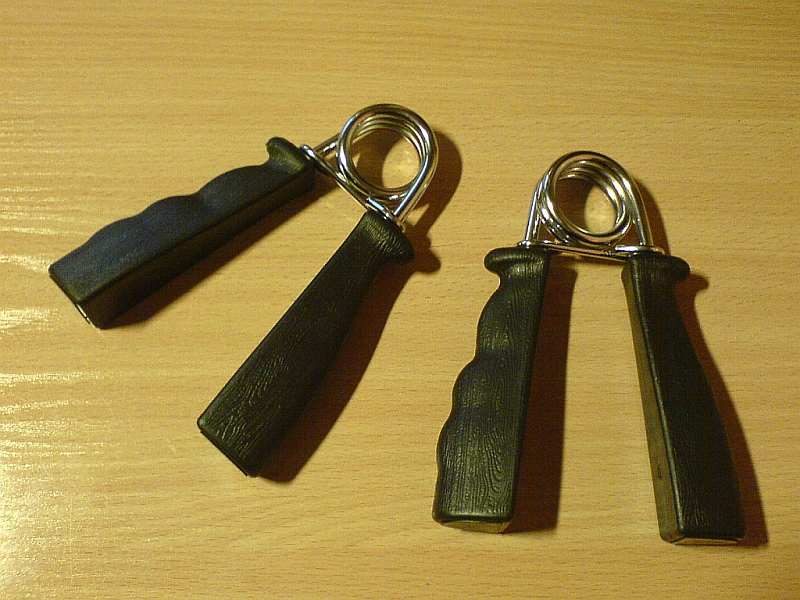
Ściskacze do dłoni

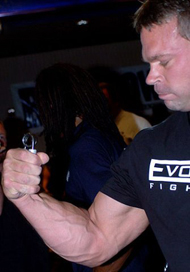
Wykonywanie ćwiczenia

Ściskacz do dłoni – sprzęt sportowy służący do treningu siły chwytu oraz kształtowanie mięśni przedramienia.
Wzmocnienie chwytu palców jest szczególnie przydatne dla osób uprawiających wspinaczkę, sporty siłowe, wioślarstwo, sporty walki. Silny i pewny chwyt pozwala na stabilniejsze podnoszenie obciążeń, wykonywanie bardziej zaawansowanych ewolucji czy efektywniejsze zadawanie ciosów. Ponadto wzmocnienie rąk zabezpiecza stawy przed uszkodzeniami.